# لودويغ ريهن
لودويغ ريهن (بالألمانية: Ludwig Rehn)‏ (و. 1849 – 1930 م) هو طبيب، وأستاذ جامعي، وجراح ألماني، ولد في باد زودن-آلندورف، توفي في فرانكفورت، عن عمر يناهز 81 عاماً.

## التعليم
تعلم في جامعة ماربورغ
.